# EMBRACE (телескоп)
EMBRACE (аббр. от Electronic MultiBeam Radio Astronomy ConcEpt) — прототип телескопа второй фазы проекта Square Kilometre Array (SKA). Это первая плотная фазированная решётка для радиоастрономии в гигагерцовом диапазоне частот (первоначально планировалось покрытие диапазона 0,5—1,5 ГГц, середина диапазона частот SKA). Состоит из двух площадок, одна на станции Nançay radio telescope во Франции, другая — Westerbork Synthesis Radio Telescope в Нидерландах.
Для приёма радиоволн использует ФАР с элементами, выполненными в виде полупроводниковых элементов. 144 приёмные антенны из алюминия установлены на плитки площадью около 1 квадратного метра.